# Transpiratie (biologie)

Evapotranspiratie als onderdeel van de waterkringloop

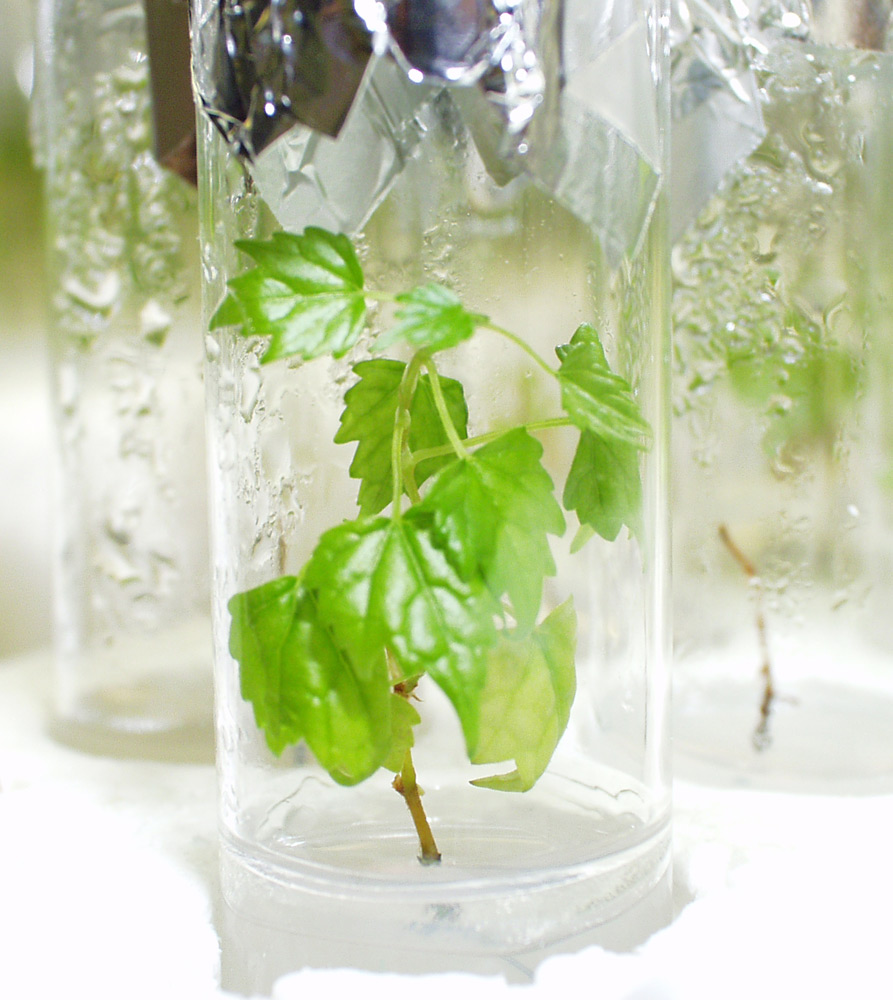
Zichtbare transpiratie in de vorm van condens op het glas

Transpiratie is de afgifte van waterdamp door planten (vegetatie) aan de atmosfeer in hun omgeving. De huidmondjes reguleren de transpiratie van planten.
Planten nemen het water in vloeibare vorm op via hun wortels, en verliezen water in gasvormige toestand langs de huidmondjes (stomata) op de bladeren. Een klein deel van het water (ongeveer 1%) dat door de wortels van de plant wordt opgenomen blijft in de plant. De rest van het water transpireert vanaf de bladeren in de atmosfeer. De grootte van transpiratie hangt af van de luchtvochtigheid en van de regulatie door de huidmondjes, die kunnen opengaan en sluiten.
De transpiratie en de evaporatie (de verdamping van water aan of boven het aardoppervlak) vormen samen de evapotranspiratie vanaf het aardoppervlak.